# 221B戦記
「221B戦記」は、筋肉少女帯の16枚目のシングルである。1997年9月3日にマーキュリー・ミュージックエンタテイメント（現：ユニバーサルミュージック）より「筋肉少女帯と水木一郎」名義で発売された。